# A Christmas Carol (téléfilm, 1971)
Pour les articles homonymes, voir A Christmas Carol.
A Christmas Carol est un court métrage de Noël américain d'animation réalisé par Richard Williams et sorti en 1971.
Le film est une adaptation du conte de noël Un chant de Noël de Charles Dickens. C'est la première fois que l'adaptation d'un conte reçoit un Oscar. Produit initialement pour la télévision (ABC), il est sorti par la suite en salles.

## Synopsis
Ebenezer Scrooge n'aime pas Noël. En dépit de tout, il continue de faire la vie dure à ses employés et entend rester seul pendant que tous s'adonneront aux réjouissances. Mais le fantôme de Marley, et d'autres esprits représentant le passé, le présent et l'avenir, feront de cette nuit de Noël un voyage dans le temps et dans la conscience du héros. 

## Fiche technique
- Réalisation : Richard Williams
- Scénario : d'après Charles Dickens
- Producteurs : Chuck Jones, Richard Williams
- Distribution : American Broadcasting Company
- Musique : Tristram Cary
- Montage : Michael Crane, Ben Rayner
- Durée : 28 minutes
- Date de sortie : 21 décembre 1971

## Distribution
- Alastair Sim : Ebenezer Scrooge (voix)
- Michael Redgrave : Narrateur (voix)
- Michael Hordern : Marley's Ghost  (voix)
- Diana Quick : Ghost of Christmas Past (voix)
- Joan Sims : Mrs. Cratchit

## Distinctions
- 1973 : Oscar du meilleur court métrage d'animation[2]